# Typosyllis regulata
Typosyllis regulata är en ringmaskart som beskrevs av Imajima 1966. Typosyllis regulata ingår i släktet Typosyllis och familjen Syllidae. Inga underarter finns listade i Catalogue of Life.